# To je náš hit!
To je náš hit! (v anglickém originále That Thing You Do!) je americká filmová komedie z roku 1996. Režisérem filmu je Tom Hanks. Hlavní role ve filmu ztvárnili Tom Everett Scott, Johnathon Schaech, Tom Hanks, Steve Zahn a Ethan Embry.

## Děj
V létě roku 1964, krátce poté, co Spojené státy zasáhl fenomén Beatles, pracuje mladý Guy Patterson jako prodavač v obchodě s elektrospotřebiči svého otce v Erie v Pensylvánii. Přes den prodává topinkovače a rádia, ale po večerech sestupuje do sklepa, kde se věnuje své skutečné vášni - hraní na bicí a jazzu. Osud mu připraví nečekanou příležitost, když místní kapela přijde o svého bubeníka, který si zlomí ruku. Jimmy Mattingly II a Lenny Haise požádají Guye, aby s nimi vystoupil na školní talentové soutěži. Skladbu "That Thing You Do!", kterou Jimmy napsal jako pomalou baladu, začnou zkoušet v Jimmyho garáži. Jimmyho přítelkyně Faye Dolan navrhne pro kapelu název "The Oneders" jako slovní hříčku inspirovanou Beatles. Během vystoupení na talentové soutěži se Guy promění v temperamentního umělce a zahraje skladbu v mnohem rychlejším tempu, čímž promění původní baladu v rock'n'rollový kus. Publikum je nadšené a kapela vyhraje první cenu 100 dolarů.
Následně získají angažmá v místní pizzerii Villapiano's a na žádost fanouška požádají Guyova strýce Boba o nahrání písně na gramofonovou desku. Desky se dobře prodávají a všimne si jich místní hudební promotér Phil Horace, který slíbí kapele, že se jejich hudba dostane do rádia během deseti dnů. Přestože Jimmy má pochybnosti, Lenny přesvědčí kapelu, aby s Horacem podepsala smlouvu. Phil zařídí odvysílání písně v pensylvánském rádiu a domluví kapele vystoupení v Pittsburghu, které však skončí katastrofou kvůli technickým problémům.
Po tomto nezdaru Phil představí zklamanému Guyovi pana Amose Whitea, zástupce A&R společnosti Play-Tone Records. White odkoupí smlouvu od Horace a stane se novým manažerem kapely. Přejmenuje skupinu na "The Wonders" (protože mnoho lidí špatně četlo "Oneders" jako "O-Neders"), poradí jim ohledně stylu a prezentace (včetně sladění obleků a Guyových charakteristických slunečních brýlí) a zařadí je na turné Play-Tone po středozápadních státních veletrzích, přičemž Faye se stará o jejich garderobu. Během turné se Wonders setkávají s dalšími umělci, učí se o hudebním průmyslu a zdokonalují své vystupování. Jimmy flirtuje se zpěvačkou Diane Dane, zatímco basista T.B. se zamiluje do členky dívčího R&B tria The Chantrellines. "That Thing You Do!" získává celostátní rozhlasové vysílání a nakonec dosáhne sedmého místa v žebříčku Billboard Hot 100.
White poté pošle kapelu do Los Angeles kvůli publicitě, včetně rozhlasových a filmových vystoupení. V den jejich účinkování v celostátně vysílané show The Hollywood Television Showcase nahradí White nepřítomného T.B., který narukoval k námořní pěchotě, zkušeným studiovým basistou Scottem "Wolfmanem" Pellem. Přestože je Guy druhý den po setkání se svým idolem, jazzovým pianistou Delem Paxtonem, Jimmy nervózně zvrací a Lenny je zaujat svou novou přítelkyní, kapela zvládne úspěšně spolupracovat. Jimmyho však rozzlobí televizní titulek oznamující jeho zasnoubení.
Po vystoupení Jimmy v šatně kritizuje Faye, naznačuje, že to byla ona, kdo prozradil jejich zasnoubení (ačkoli White naznačuje, že to byl on). Faye, již tak zklamaná Jimmyho rostoucím zaujetím kapelou, s ním ukončí vztah. Lenny mezitím uteče se svou přítelkyní do Las Vegas, kde se vezmou. Následující den při plánovaném nahrávání ve studiu Play-Tone poskytne pan White Jimmymu a Guyovi nový materiál k nahrávání, ale Jimmy, který trvá na nahrávání svých původních skladeb, okamžitě odchází, když je mu připomenuto, že podle smlouvy Play-Tone určuje jejich materiál. White ujistí Guye, že krátkodobé one-hit wonders jsou v hudebním průmyslu běžné. Když Del navštíví nahrávací studio, je ohromen Guyovou improvizovanou hrou na bicí a společně improvizují jazzovou skladbu nazvanou "I Am Spartacus" podle Guyova oblíbeného rčení. Při návratu do hotelu Guy řekne sklíčené Faye, že plánuje zůstat v Los Angeles, zatímco ona oznámí, že se vrátí do Erie. On ji však následuje a konečně si přiznají své dlouho skrývané city před tím, než se políbí.
Epilog odhaluje další osudy členů kapely: Jimmy založil novou skupinu Heardsmen, která pro Play-Tone natočila tři zlatá alba, než se stal úspěšným hudebním producentem v Los Angeles. Lenny, momentálně svobodný, řídí hotel a kasino Golden Eagle v Laughlinu v Nevadě. T.B. absolvoval dvě služební období ve Vietnamu s námořní pěchotou a získal Purpurové srdce za zranění utrpěná v bitvě o Khe Sanh, poté pracoval ve stavebnictví v Orlandu na Floridě jako stavební dodavatel. Guy a Faye se vzali 30. dubna 1965 a vychovali čtyři děti v benátské čtvrti Los Angeles, než se přestěhovali na ostrov Bainbridge ve státě Washington, kde založili Puget Sound Conservatory of Music, kde Guy vyučuje jazzovou kompozici.

## Obsazení
| Tom Everett Scott | Guy Patterson      |
| Johnathon Schaech | James Mattingly II |
| Tom Hanks         | pan White          |
| Steve Zahn        | Leonard Haise      |
| Ethan Embry       | T.B. Player        |
| Liv Tyler         | Faye Dolan         |
| Charlize Theron   | Tina Powers        |
| Bill Cobbs        | Del Paxton         |
| Giovanni Ribisi   | Chad               |
| Rita Wilson       | Marguerite         |
| Colin Hanks       |                    |
| Kevin Pollak      | Victor Kosslovich  |
| Alex Rocco        | Sol Siler          |

## Ocenění
Adam Schlesinger byl nominován na Oscara a Zlatý glóbus za ústřední píseň k tomuto filmu.